# Oratorio della Confraternita di Sant'Antonio Abate
L’oratorio della Confraternita di Sant'Antonio Abate è situato a Perugia nel Borgo di Sant'Antonio (Corso Bersaglieri n. 92). Per sette secoli fu sede della Confraternita omonima, fino al XX secolo, dopo aver subito il cambio di destinazione d'uso (adibito a falegnameria) ed essere stato chiuso al pubblico per più di trent’anni, nel 2018, dopo i dovuti restauri è stato riaperto al pubblico. Attualmente è di proprietà dell’Istituto diocesano per il sostentamento del clero che l'ha concesso in locazione all’Associazione di promozione Sociale Borgo Sant’Antonio Porta Pesa. L'Associazione, costituita prevalentemente da residenti, si è adoperata per il recupero dell'oratorio, affinché torni ad essere un punto di aggregazione  per  l'intero borgo, riscoprendo le proprie radici storiche. 

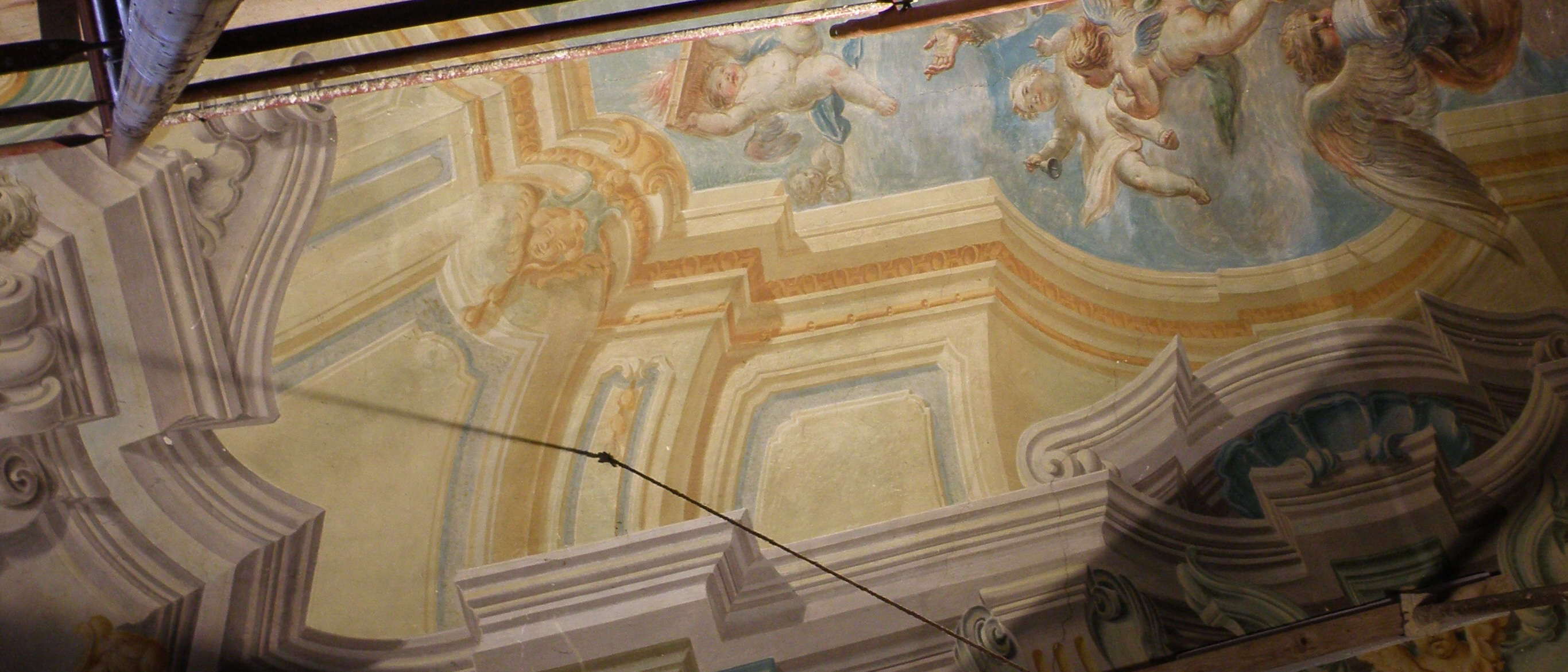
Volta con affreschi di Francesco Appiani e Nicola Giuli

La struttura architettonica dell'oratorio risale al Cinquecento, l’interno è a pianta rettangolare; come molti oratori è privo dell’abside ed è coperto con Volte a Botte a lunette. Nel 1735 ci furono interventi di restauro, la decorazione pittorica ad affresco risale al XVIII secolo, presenta ornati naturalistici di Nicola Giuli e figure di Francesco Appiani.                                                                                                                                                                                                                                                                  Baldassarre Orsini, lo descrive con queste parole nella sua Guida al forestiere per l’augusta città di Perugia, scritta nel 1784: È dipinta questa piccola chiesa con vari ornamenti, secondo il gusto che correva anni addietro, da Nicola Giuli. Il suo colorito non è in questo luogo del miglior fare, non avendo le tinte molta armonia. Le figure sono di Francesco Appiani. In fondo alla chiesa è un Crocefisso dipinto a fresco con buona maniera, d’autore incerto. (Tale dipinto era citato anche nella guida di Francesco Morelli del 1683). All’interno della piccola sagrestia vi era un camino cinquecentesco in pietra serena scolpito con lo stemma della confraternita, andato disperso. Lo stendardo processionale della confraternita dipinto su tela, datato del 1512 e firmato da Sinibaldo Ibi è custodito nel deposito della Galleria nazionale dell'Umbria. Presenta Sant’Antonio Abate con due fedeli che indossano la cappa nera della confraternita, che veniva contrassegnata dalla τ-La croce a tau, stilizzazione della gruccia del Santo e simbolo dai frati ospitalieri di Sant'Antonio eremita, l'ordine fondato nel 1095 a Saint-Antoine di Vienne (Francia) e dedicato alla cura dei malati.

## Storia della confraternita di sant’Antonio abate

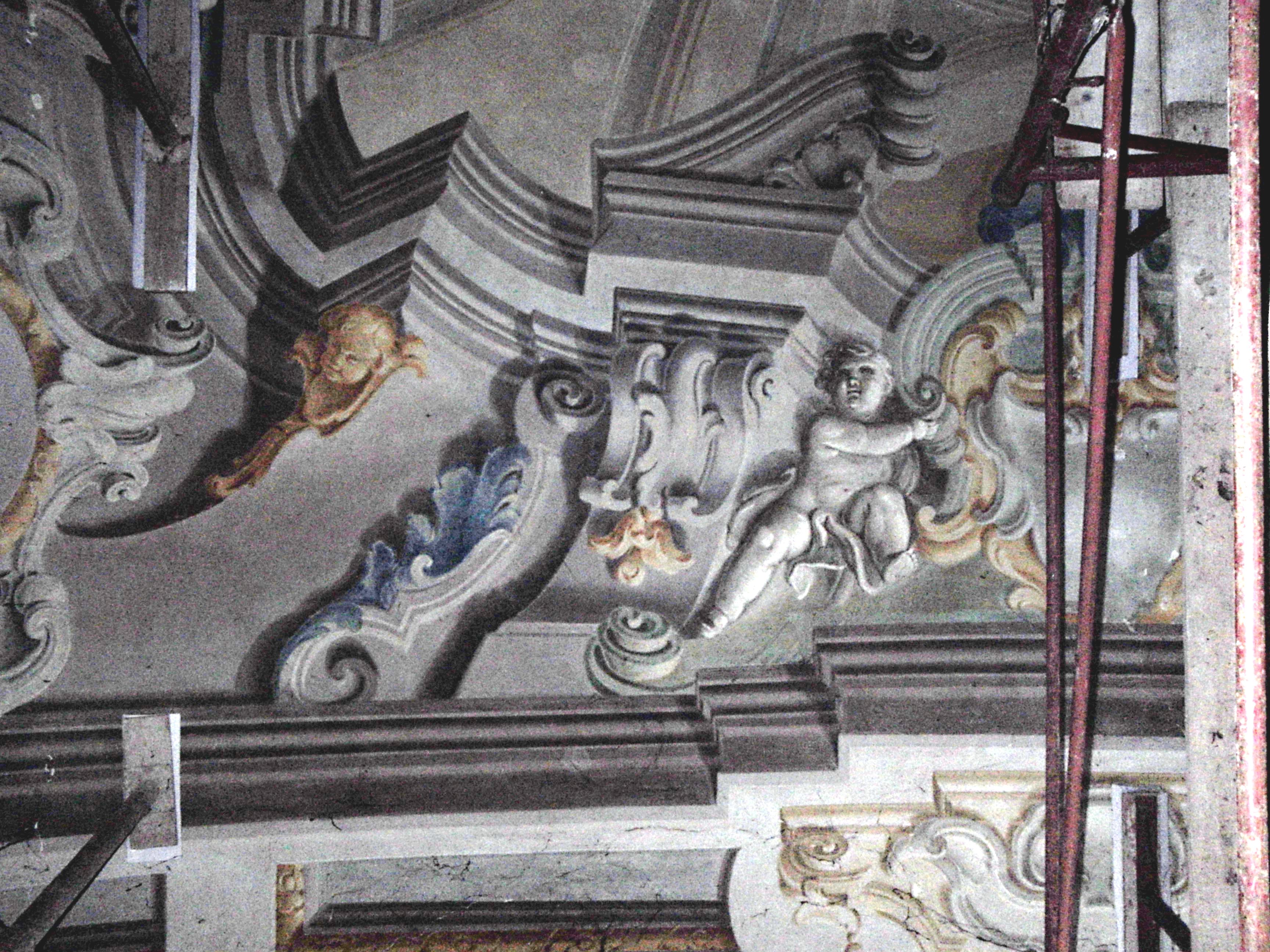
Volta affrescata da Nicola Giuli-Francesco Appiani

La confraternita di sant’Antonio abate fu una delle prime confraternite di laici, documentata nel 1337, ma risalente già al XIII secolo; come altre confraternite perugine sorse sulla scia della compagnia Disciplinata fondata da Raniero Fasani (1260) per scopi religiosi assistenziali e culturali, a loro si devono le laudi drammatiche e le sacre rappresentazioni del tempo.

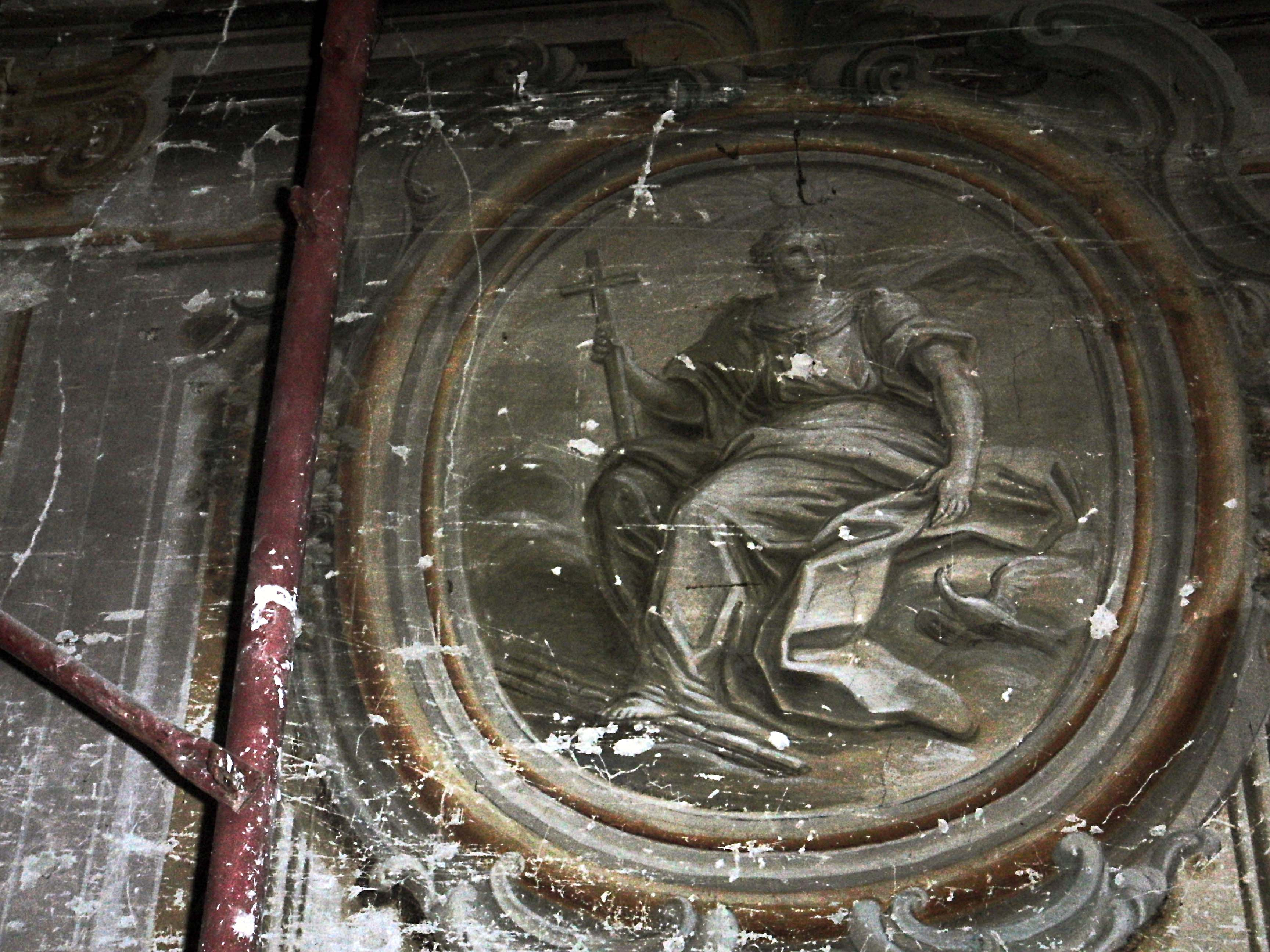
Affreschi di Francesco Appiani e Nicola Giuli prima del restauro

La confraternita era titolare oltre dell’Oratorio, di un ospedale per l’assistenza ai pellegrini, poveri e bisognosi ubicato ai margini della città nel borgo popolare e popoloso di Sant'Antonio, attuale Corso Bersaglieri. Nel Medioevo l’opera svolta dai numerosi ospitali era fondata dal concetto della medicina come servizio pubblico e alla concezione religiosa della cura, come prescritto dall'Ordine Ospitaliero di Sant'Antonio, nato anch'esso come confraternita laica nel 1095 a Saint-Antoine-l'Abbaye. L’iconografia tradizionale di Sant'Antonio con il porcello e il tau, secondo la storica Giovanna Casagrande è spiegabile dalla funzione terapeutica del lardo di maiale che veniva usato come componente di unguenti per la cura del l’ergotismo e dell’herpes zoster, detto “Fuoco di Sant'Antonio”. I maiali, donati ai monaci anche per il loro sostentamento, erano lasciati pascolare nel terreno comune e contrassegnati dal simbolo τ (tau), lo stesso simbolo che i monaci portavano cucito nel mantello.
L'ospedale che era sostenuto da donazioni, nel XVII secolo fu soppresso per volere degli Olivetani della vicina chiesa di S. Antonio Abate, appartenuta originariamente agli Antonini. I beni dell’Ospedale confluirono successivamente nell'Ospedale riunito di Santa Maria della Misericordia di Perugia.
Cessata l'attività ospedaliera, la Confraternita continuò la sua attività socio-culturale fino al XIX secolo; per oltre 700 anni ha dato assistenza a mendicanti, pellegrini e contadini inurbati, ricevendo lasciti testamentari e donazioni. Una particolare ingente eredità del 1680 dette nuove risorse per la ristrutturazione dell'Oratorio e la committenza degli affreschi del XVIII a Francesco Appiani e Nicola Giuli.
Nel 1845 vengono redatte nuove costituzioni statutarie, nelle quali si stabilisce la confederazione tra le confraternite di tradizione disciplinata del rione di Porta Sole, che prendevano parte insieme nelle processioni. 
Nel 1904 i beni della Confraternita, confluirono nella Congregazione di Carità, nel 1916 i beni immobili furono venduti perché gli affitti non bastavano a coprire le spese dei restauri. Ridotte le entrate economiche, si ridussero anche le attività e il numero dei confratelli, fino allo scioglimento. Una delle ultime attività della confraternita documentata, è la processione del 22 agosto 1919, per il trasporto dell’antica immagine del Redentore dalla chiesa di Monteluce al Duomo.